# 広瀬栄
広瀬 栄（ひろせ さかえ、1947年〈昭和22年〉11月2日 - ）は、日本の政治家。兵庫県養父市長（4期）を務めた。
兵庫県治水・防災協会会長を務める。

## 経歴
養父市八鹿町九鹿出身。兵庫県立八鹿高等学校卒業。1971年（昭和46年）3月、鳥取大学農学部農業工学科卒業。同年4月、建設会社に勤務。1976年（昭和51年）4月、八鹿町役場に転職。商工労政課長、企画商工課長、建設課長などを務める。
2004年（平成16年）4月、同月に成立した養父市の都市整備部長に就任。2005年（平成17年）3月、助役兼都市整備部長に就任。2007年（平成19年）、副市長に就任。
2008年（平成20年）5月31日、副市長を退任。同年10月26日に行われた養父市長選挙に立候補し、元副市長の和田金男と旧八鹿町長の浜道雄を破り、初当選した。
2012年（平成24年）、無投票により再選。2016年（平成28年）、元測量会社社長の大林賢一を破り3期目の当選。2020年（令和2年）、元副市長と元市議の2人を破って4期目の当選。
2024年（令和6年）、5期目を目指したが、8年ぶりに市長選挙に立候補した大林賢一に敗れ、落選した。

## 政策
- 2012年度の重点施策として、「北近畿豊岡自動車道開通を契機とした交流の拡大と地域の活性化」を掲げた[5][6]。
- 2014年（平成26年）3月28日、地域を絞って規制緩和する国家戦略特区の第1弾として、特定の分野に絞って規制緩和を進めるとして「養父市」が選定された[7][8]。
- 2020年（令和2年）5月29日、新型コロナウイルス対策の財源に充てるため、自身と副市長、教育長の6月期末手当を20％減額すると発表した[9]。三役の削減総額は95万6,044円[10]。

## 所属団体
- 脱原発をめざす首長会議[11]